# Sin tetas no hay paraíso
Sin tetas no hay paraíso és una sèrie de televisió espanyola de suspens i drama produïda per Grundy Televisió per a la cadena espanyola Telecinco, sent una adaptació del format original homònim de Caracol Televisión de Colòmbia.
La sèrie va ser estrenada el 9 de gener de 2008,amb la classificació "Majors de 12 anys". En poques setmanes es va convertir en tot un èxit.
La segona temporada de la sèrie va començar el dijous 11 de setembre de 2008, abans de la seva estrena en televisió va ser pre-estrenada al Palau d'Esports de Madrid el 3 de setembre, aquesta temporada es va tancar amb un màxim d'audiència (30,1%).
La tercera temporada de la sèrie va ser pre-estrenada el dia 3 de setembre en el primer festival de Vitòria FesTVal. I la seva estrena en televisió es va produir el dia 13 de setembre.
Des del 7 de juny, la producció s'emet al Perú. i també s'emet a Nicaragua pel canal VosTV.
Després del final de la tercera temporada Telecinco va anunciar una quarta temporada, però que finalment poc després no es va arribar a rodar. El 28 de maig de 2018 comença a re-emetres a Divinity,però amb la classificació pujada a "Majors de 16 anys"

## Argument
Catalina (Amaia Salamanca) és una jove de 17 anys, bona estudiant i bona filla, que conviu amb la seva mare Fina i el seu germà Jesús. El seu pare va abandonar a la seva mare quan aquesta era petita, i des de llavors Jesús es converteix en un pare per a Catalina, deixa d'estudiar i es posa a treballar per a poder donar-li un futur a la seva germana i ajudar a la seva mare. Malgrat ser tan dolça i riallera no ha trobat la felicitat plena, perquè té un complex: la seva falta de pit.
Tot va bé fins que un dia es retroba amb un antic amic de la infància, Rafael Duque (Miguel Ángel Silvestre). Aquest abans convivia en el mateix barri de Catalina, eren veïns. Rafael té un germà gran, Lolo, qui des de petit va haver de fer-se càrrec per ordre de la seva mare. Va tenir una infància dura ja que el seu pare clavava pallisses a ambdós fills, però la seva mare sempre protegia al seu germà gran, Lolo, mentre que ell havia de refugiar-se a la casa de Catalina. Tots aquests fets de la seva infància el van marcar per sempre, i per no tenir afecte i amor de la seva mare es converteix en un jove ambiciós, capaç de qualsevol cosa per aconseguir els seus objectius, per la qual cosa comença en la seva joventut a relacionar-se amb les drogues i actualment és un dels narcotraficants més importants del país. És per això que es fa ric, té molts cotxes, una casa enorme… Encara que tot canvia quan es retroba amb Catalina i s'enamora. Tothom li diu "El Duke".
El dia que es retroben a la botiga de la Catalina, la jove s'enamora perdudament d'ell i fa el que sigui per veure'l contactant amb la seva mà dreta, Jessi (María Castro). Malgrat que al principi no, a poc a poc s'anirà adonant del món en el qual està ficada tant de prostitució com de narcotràfic, raó per la qual Rafael intenta allunyar-la d'ell una vegada i una altra. Però al final El Duke s'adona que se n'ha enamorat perdudament.

## Guionistes
Miguel Sáez Carral, Agustín Martínez, José Antonio López, Susana Prieto, Gustavo Bolívar Moreno, Diego Sotelo, Carmen Pombero, Sara Vicente, Raquel M. Barrio, José Luis Acosta, Fátima Martín, Alexandra Olaiz.

## Realització en DVD
Les tres temporades de la sèrie van sortir a la venda en diverses dates:
- Sin tetas no hay paraíso - Primera temporada Completa (23 d'abril de 2008)
- Sin tetas no hay paraíso - Segona temporada Part 1 (19 de novembre de 2008)
- Sin tetas no hay paraíso - Segona temporada Part 2 (22 de gener de 2009)
- Sin tetas no hay paraíso - Segona Temporada Completa (22 de gener de 2009)
- Sin tetas no hay paraíso - Temporades 1 i 2 Ed. coleccionista (22 d'abril de 2009)
- Sin tetas no hay paraíso - Tercera temporada completa (28 de desembre de 2009)
- Sin tetas no hay paraíso. La serie completa - Temporades 1 a 3 (24 de novembre de 2010)

## Repartiment
- Amaia Salamanca com a Catalina Marcos Ruiz (T1-T3)
- Manolo Cardona com a Martín "La Roca" (T3)
- María Castro com a Jessica del Río (T1-T3)
- Thaïs Blume com a Cristina Calleja (T1-T3)
- Xenia Tostado com a Vanessa Suárez (T1-T3)
- Álex García com a José Moreno (T2-T3)
- Juan Alfonso Baptista com a Guillermo Mejía (T3)
- Yuriria Del Valle com a Daniela Mejía (T3)
- Fernando Andina com a Pablo Santana (T3)
- Miriam Giovanelli com a Sandra Barrio (T3)
- Antonio Velázquez com a Iván Sierra, promesa del fútbol i nova parella de Cris (T3)
- Ana Álvarez com a Marta Rueda (T3)
- Iker Lastra com a Jorge Bergara (T3)
- Fernando Soto com a Quesada (T3)
- Raquel Infante com a Claudia (T3)
- Francisco Nortes com a Edu (T3)
- Simón Andreu com a Salvador Martínez. En la 3a temporada només surt en tres capítols. (T1-T3)
- Paco Hidalgo com a "Pancho" (T3)
- Paco Manzanedo com a "Penumbras" (T3)
- José Conde com a Juan Sánchez (T3)
- Aroa Gimeno com a Laura Moro (T3)
- Joan Massotkleiner com a Jaime la Roca (T3)
- Roberto Álvarez com a "Paquito" (T3)
- Fernando Andina com el metge Pablo Santana, parella de Jessica (T3)
- Patricia Maldonado com la mare de Martín “La Roca”

## Producció
- Telecinco va adquirir els drets i format de la sèrie de Caracol Televisión.,[8] Sin tetas no hay paraíso, basada en la novel·la homònima de Gustavo Bolívar.
- Mescla d'història d'amor, drama i thriller, el 70% d'enregistrament s'ha realitzat en exteriors.

## Diferències entre la versió colombiana i espanyola
- La sèrie compta amb aportacions per a adaptar la història a la realitat social d'Espanya.[4]
- Les motivacions de la protagonista de la versió espanyola és l'amor, mentre que en la sèrie colombiana era els diners i l'ambició.
- L'entorn social en què es desembolica l'adaptació espanyola és la classe mitjana, mentre que la versió original era un ambient marginal.
- L'adaptació espanyola desenvolupa una trama policial amb l'inspector Torres, trama i personatge inexistents en la versió original.
- La versió colombiana mostra una part més realista i dramàtica, mentre que l'espanyola es desembolica al voltant de la ficció.
- En la versió Colombiana hi ha una seqüela basada en la germana de Catalina, 18 anys després.

## Temporades
| Temporada | Temporada | Episodis | Emissió original       | Emissió original       | Audiència mitjana | Audiència mitjana | Audiència mitjana |
| Temporada | Temporada | Episodis | Primera emissió        | Última emissió         | Espectadors       | Cuota             |                   |
| --------- | --------- | -------- | ---------------------- | ---------------------- | ----------------- | ----------------- | ----------------- |
|           | 1         | 12       | 9 de gener de 2008     | 2 d'abril de 2008      | 4 016 000         | 23,4%             |                   |
|           | 2         | 16       | 11 de setembre de 2008 | 8 de gener de 2009     | 4 068 000         | 24,4%             |                   |
|           | 3         | 15       | 13 de setembre de 2009 | 20 de desembre de 2009 | 2 921 000         | 16,8%             |                   |
| Total     | Total     | 43       | 9 de gener de 2008     | 20 de desembre de 2009 | 3 668 000         | 21,5%             |                   |

## Premis i nominacions
- Guanyador Premi Pètal 2008 al Millor actor per a Miguel Ángel Silvestre.
- Guanyador Camaleó d'Or 2008 en el Festival de Cinema i Televisió d'Islantilla al Millor actor revelació per a Miguel Ángel Silvestre.
- Guanyadora Premis Glamur 2008 a la Millor actriu per a Amaia Salamanca.
- Guanyadora dels Premis ETB, Durango TV I Grup Correos 2008 al personatge de l'any per la seva trajectòria professional per a Amaia Salamanca.
- Guanyador Premi Ondas 2008 a la Millor interpretació masculina en ficció nacional per a Miguel Ángel Silvestre.
- Guanyadora Premi Ondas 2009 a la Millor interpretació femenina en ficció nacional per a María Castro.
- Guanyadora Premi Cosmopolitan 2008 a la Millor actriu de televisió per a Amaia Salamanca.
- Nominació als XVIII Premis de la Unión de Actores al Millor actor revelació: Miguel Ángel Silvestre.
- Nominació als XVIII Premis de la Unión de Actores al Millor actor de repartiment: Juan Díaz.
- Guanyador Premi Fotogramas de Plata 2008 al Millor actor de televisió: Miguel Ángel Silvestre.
- Suggeriments als premis Fotogramas de Plata 2008 a la Millor actriu de televisió: Amaia Salamanca, María Castro i Cuca Escribano.
- Guanyadora TP d'Or 2008 a la Millor sèrie espanyola.
- Nominació als premis TP d'Or 2008 al Millor actor: Miguel Ángel Silvestre.
- Nominació als premis TP d'Or 2008 a la Millor actriu: Amaia Salamanca.
- Finalista als premis TP d'Or 2008 al Millor actor: Josep Linuesa.
- Finalista als premis TP d'Or 2008 a la Millor actriu: María Castro.
- Candidata als premis TP d'Or 2008 a la Millor actriu: Amaia Salamanca.
- Nominació als Premis CineyMás 2009 a la Millor sèrie espanyola.
- Nominació als Premis CineyMás 2009 al Millor actor espanyol: Miguel Ángel Silvestre.
- Nominació als premis Fotogramas de Plata 2009 a la Millor actriu de televisió: María Castro.
- Nominació als premis Fotogramas de Plata 2009 a la Millor actriu de televisió: Amaia Salamanca.
- Nominació als XIX Premis de la Unión de Actores al Millor actriu revelació: Amaia Salamanca.
- Nominació als premis TP d'Or 2009 a la Millor actriu: María Castro.
- Candidata als premis TP d'Or 2009 a la Millor actriu: Amaia Salamanca.
- Guanyadora als premis Fotogramas de Plata a l'intèrpret més buscat en Internet: Amaia Salamanca
- Guanyadora als Premis Persèfone del Club de Mitjans en l'apartat d'Arts i Comunicació: Amaia Salamanca

## Polèmica
Poc després de la primera emissió, l'Ajuntament de Las Palmas de Gran Canaria va sol·licitar a Telecinco la seva retirada per promoure «estereotips denigrants per a la dona que suposen una reculada social».
Dies més tard, l'associació Teleespectadors Associats de Catalunya va demanar la retirada de la sèrie per "tracte denigrant que es dona al món de l'oncologia i al del diagnòstic". Encara que cap d'elles aconsegueix donar motius suficients per a retirar de la graella la sèrie.